# 棕叶狗尾草
棕叶狗尾草（学名：Setaria palmifolia）为一种多年生草本植物，秆高0.75～2米，直径约3～7毫米，具支柱根。叶片呈纺锤状宽披针形，长20～59厘米，宽2～7厘米。生于山坡或谷地林下阴湿处。原产于非洲，现广布与世界各地的热带和亚热带地区。
在台灣，民間盛傳看葉片上自然折痕的數量可預測當年會有幾次颱風，因此又稱為颱風草、風颱草、風動草、風動草、龍船草、大風草。